# Emauswald

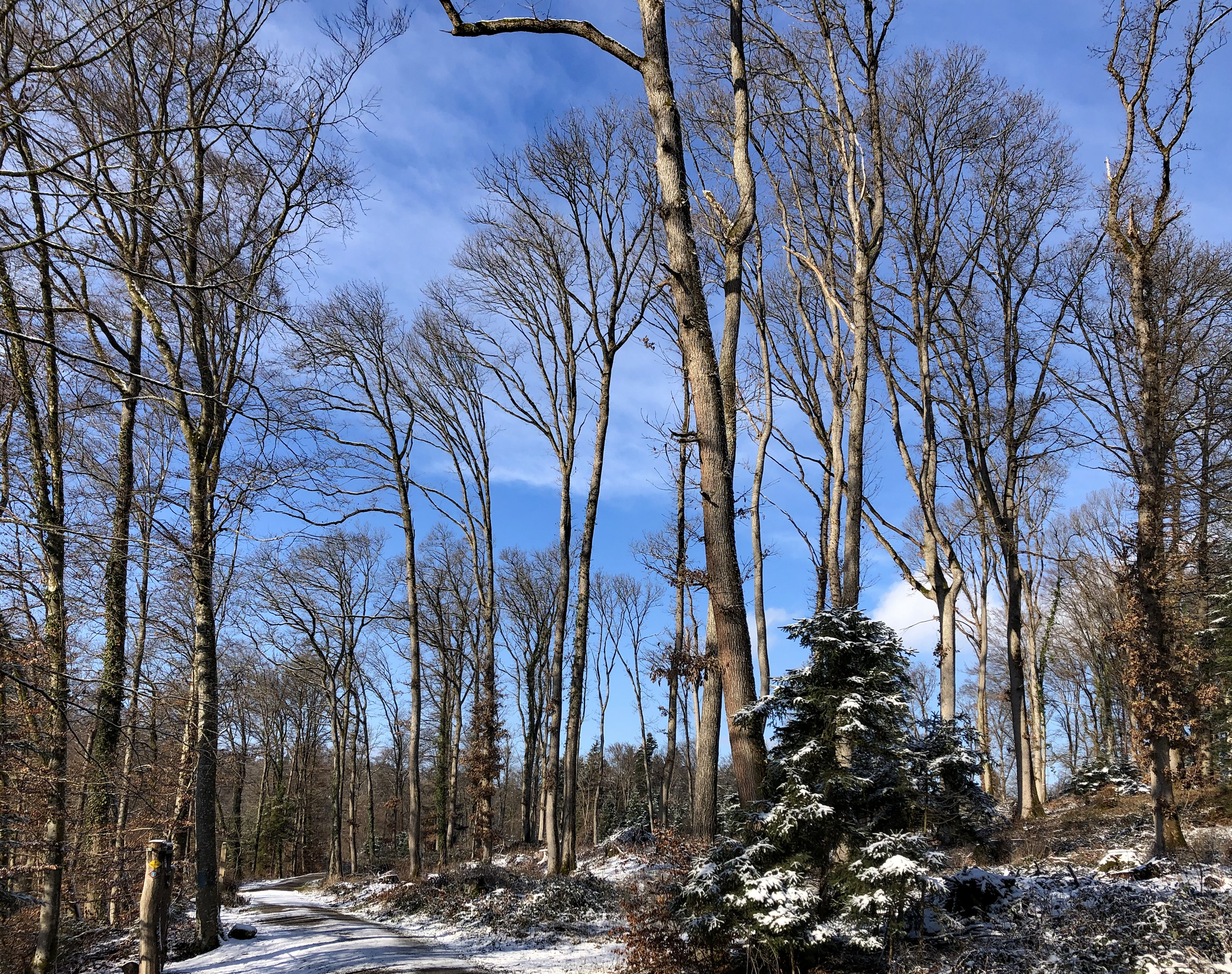
Eichenwald am Burgrain im Emauswald nach Durchforstung 2023

Der Emauswald ist ein Waldschutzgebiet in den aargauischen Gemeinden Zufikon, Bremgarten und Unterlunkhofen in der Schweiz. Das Gebiet entspricht der IUCN-Kategorie VI für Areale mit einer nachhaltigen Nutzung natürlicher Ökosysteme und Lebensräume und ist als «Sonderwaldfläche mit gezielten Eingriffen» klassiert.

## Geografie
Das Waldgebiet hat seinen Namen von der Flur Emaus in der Zufiker Allmend, wo seit dem 16. Jahrhundert die Antoniuskapelle im Emaus und daneben heute das Wohnhaus von Kapuzinerinnen steht. Der Flurname «Emaus» (oder vielleicht auch «Emau») wird als «Gelände am Wasser» erklärt. Der Wald erstreckt sich über ein Gebiet rechts der Reuss, dessen Topographie von Hügeln einer Endmoräne geprägt ist, die der Reussgletscher während des Bremgarten-Rückzugsstadiums geschaffen hat. Im Waldgebiet sind zahlreiche vom Gletscher herangeführte Findlinge verschiedener Grösse verstreut.
An die Moränen schliessen im Osten Schotterebenen an. Die Reuss fliesst auf der linken Seite des Tales an der Rüsshalde mit einer zweifachen Schlaufe zur tieferliegenden Talstufe bei Bremgarten hinunter. Die Landspitze nordwestlich des Emausgebiets trägt den Namen Zopfhau und liegt zum Teil auf dem Gebiet der Stadtgemeinde Bremgarten. Der etwa sechsmal grössere östliche Abschnitt des Waldgebiets gehört zur Gemeinde Zufikon und umfasst die Waldareale Burgain, Buechholdere und Brügglihau. Im Norden und im Südwesten bedeckt der Wald auch die steil zum Flussufer abfallende Talflanke. Im Südosten läuft ein schmaler Waldstreifen, der zu einem kleinen Teil im Gebiet der Gemeinde Unterlunkhofen liegt, zwischen dem landwirtschaftlich genutzten Kulturland bis zum Weiler Geisshof in der Nähe des Flachsees.
Durch das Waldgebiet verläuft der Brügglibach, dessen Oberlauf der Entwässerung der Zufikoner Allmend und der Moosmatte dient. Das Bachtobel im Emauswald ist als Laichgebiet des Grasfroschs bekannt. Bei der Örtlichkeit Dominiloch, wo der Bach in die Reuss mündet, steht ein historischer Grenzstein, der die ehemalige Grenze zwischen dem früher zürcherischen Kelleramt und dem Gebiet von Bremgarten in der Grafschaft Baden markiert. Den südöstlichen Teil des Waldes durchquert der Hüslibach, der im Gebiet von Unterlunkhofen in die Reuss beziehungsweise den Flachsee mündet.

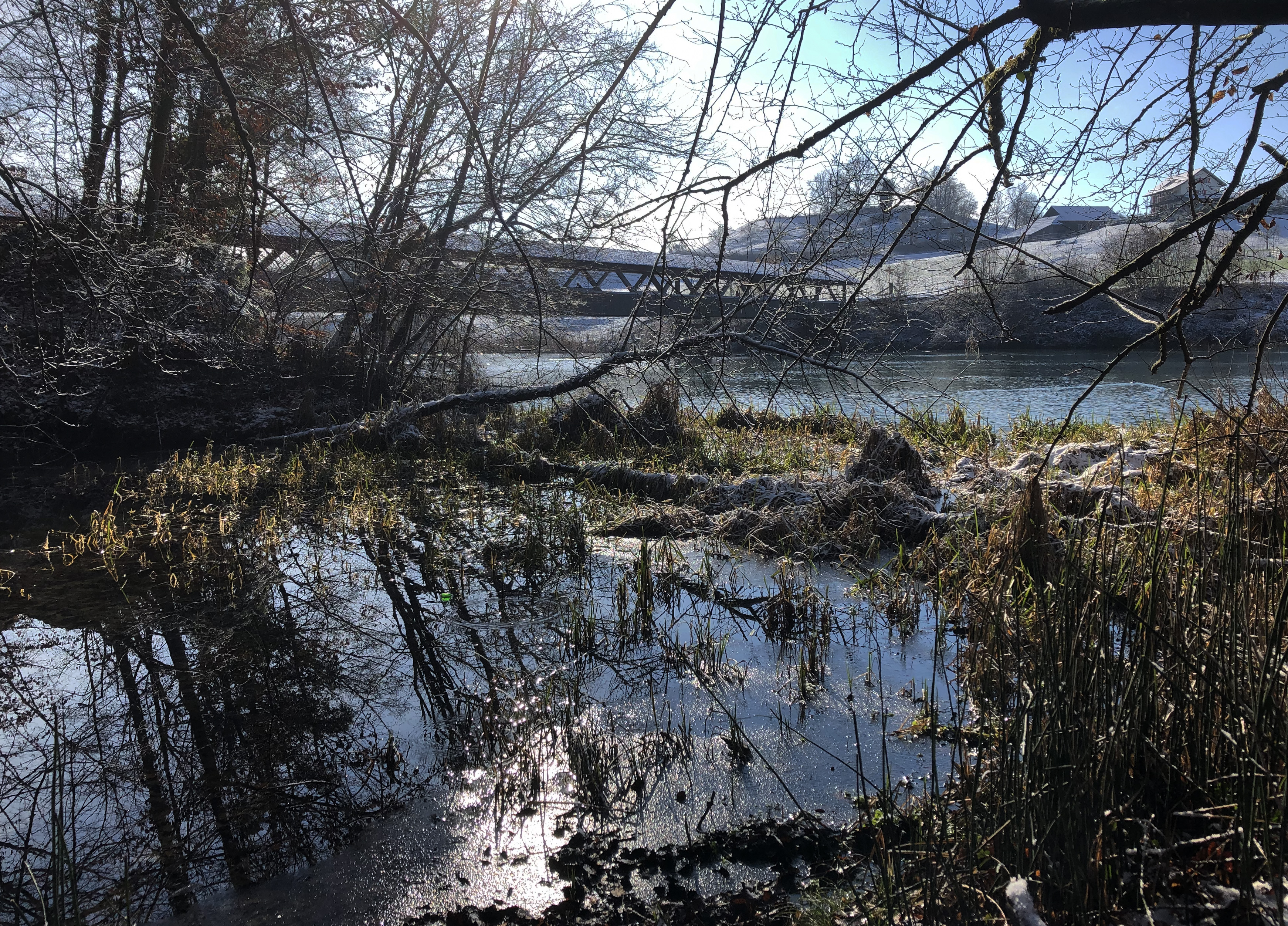
Reussufer, im Hintergrund Dominilochsteg

Auf der Anhöhe Burgrain mitten im Wald befindet sich eine archäologische Fundstelle, die als prähistorische Wehranlage interpretiert wird.
Ein Netz von Waldstrassen und Fusswegen durchzieht das Waldgebiet. Im Flussabschnitt am Emauswald führen keine Strassenbrücken über die Reuss, wohl aber zwei Übergänge für den Langsamverkehr: Ein Weg überquert den Fluss auf dem Absperrbauwerk des Kraftwerks Bremgarten-Zufikon, und im Süden ermöglicht der Dominilochsteg des Überqueren des Flusses in der Nähe des Klosters Hermetschwil. Vor dem Bau dieser Holzbrücke bestand beim Geisshof eine Fährverbindung über die Reuss. Durch das Waldgebiet und über den Dominilochsteg verläuft eine Etappe des Freiämterwegs.
Die Reuss wurde bereits im späten 19. Jahrhundert beim Bau des Wasserkraftwerks Zufikon oder Kraftwerk Emaus, dem ersten Drehstrom-Wasserkraftwerk Europas, etwas aufgestaut. Von einem Stauwehr in der Reuss unterhalb des Klosters Hermetschwil führte ein unterirdischer Stollen zum Maschinenhaus auf der Nordostseite der Halbinsel. Nach der Annahme des «Reusstalgesetzes» in einer Aargauer Volksabstimmung 1969 entstand in den 1970er Jahren das neue Kraftwerk Bremgarten-Zufikon mit einem kombinierten Stauwehr und Maschinenhaus nördlich des Zopfhau. Dabei wurde die Reuss am Emauswald 1975 auf einer Länge von sechs Kilometern gestaut, und so entstand der künstliche Flachsee. Vom Unterwerk neben dem Maschinenhaus führt eine Hochspannungsleitung der AEW Energie über die Reuss und durch das Waldgebiet Zopfhau. Die Freileitung wird in naher Zukunft abgebaut und durch Kabelleitungen ersetzt.

## Naturschutz
Vor der Errichtung des neuen Kraftwerks Bremgarten-Zufikon untersuchten staatliche Behörden, Gemeinden, Naturschutzorganisationen und die Forschung neben den technischen Aspekten des Bauprojekts auch die Folgen für die Umwelt in der Flusslandschaft. Mit dem Kraftwerksbau wurden der Hochwasserschutz in der Reussebene und die Melioration in der Kulturlandschaft verknüpft. Der vielteilige Plan umfasste als Ausgleich für den Landschaftsverlust zahlreiche Naturschutzobjekte. Das neue Landschaftsbild besteht aus einem Mosaik mit dem neuen Stausee, umgelegten Fliessgewässern, Naturschutzgebieten, Wäldern und Landwirtschaftsflächen.
Der Raum mit dem Flachsee und dem Emauswald bildet einen Kernbereich des Landschaftsschutzgebiets im Reusstal, das im Bundesinventar der Landschaften und Naturdenkmäler von nationaler Bedeutung verzeichnet ist. Die Uferzone am Rand des Emauswaldes mit mehreren Flachwasserzonen liegt zudem im Wasser- und Zugvogelreservat «Reuss: Bremgarten–Zufikon bis Brücke Rottenschwil» des Bundesinventars der Wasser- und Zugvogelreservate von internationaler und nationaler Bedeutung.

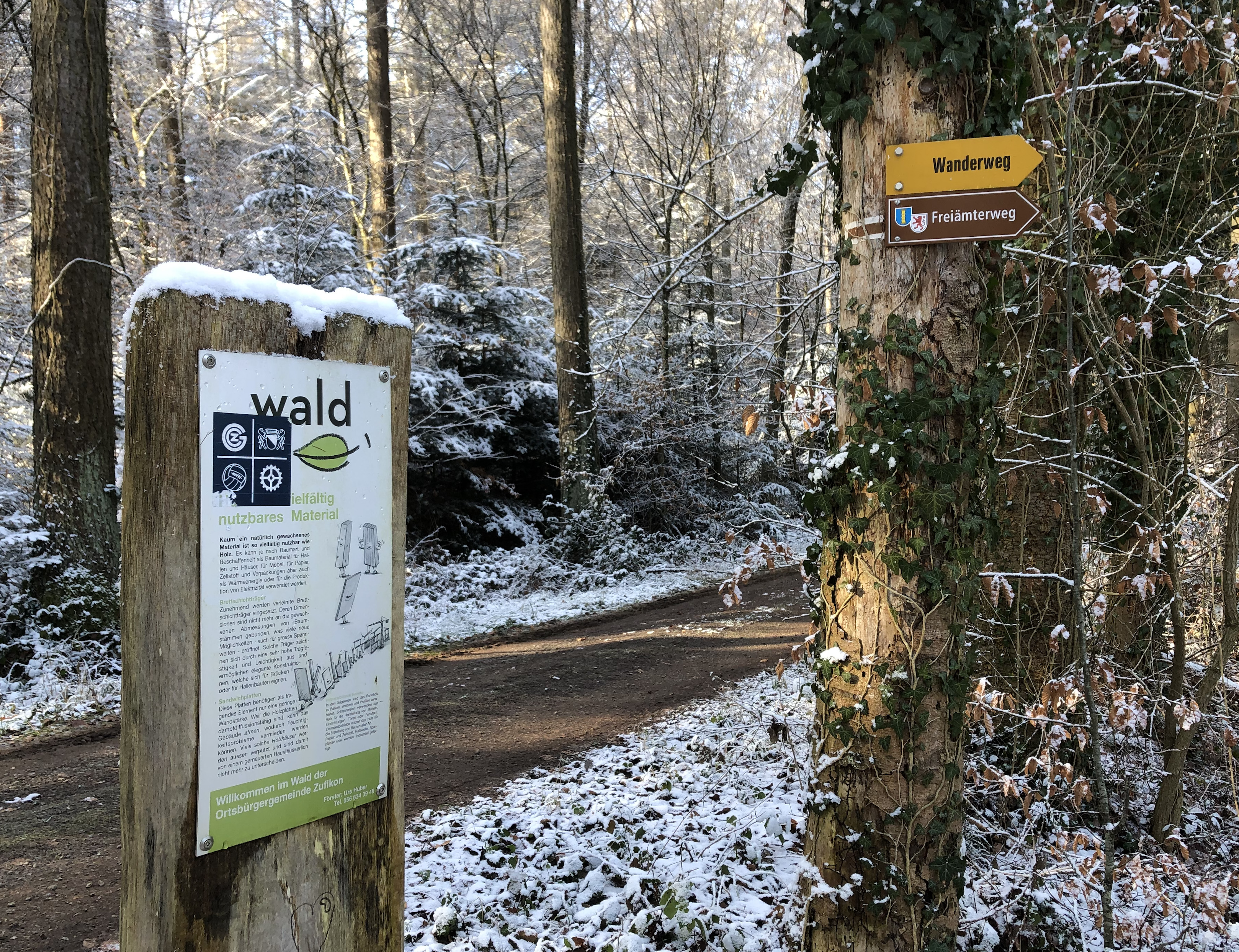
Informationstafel und Wanderwegweiser

2021 erklärte die Ortsbürgergemeinde Zufikon den Emauswald mit den Bereichen Brügglihau, Zopfhau, Buechholdere und Burgrain zum Eichenwaldreservat und vereinbarte dessen Besondere Nutzung in einem Vertrag mit dem Kanton Aargau. Im Waldgebiet, das eine Fläche von 57,16 Hektaren hat, stehen zwischen andern Baumarten zahlreiche etwa 600 grosse Eichen, deren Bestand gezielt gefördert werden soll. Eichen können auf den trockenen Böden der Moränenlandschaft besser gedeihen als gewisse andere Baumarten. Der Forstbetrieb Kelleramt-Zufikon ersetzt gemäss dem Reservatskonzept nach und nach andere Baumarten durch neu gepflanzte Eichen. Das betrifft vor allem die bisher im Gebiet gut vertretenen Buchen. So werden mit der Zeit für den vorhandenen Eichenbestand und seine Verjüngung bessere Bedingungen geschaffen.
Durch den Emauswald führt ein Waldlehrpfad, der an mehreren Stationen über die Landschaft im Moränengebiet, den Baumbestand, die Ökologie des Waldes und die Holznutzung informiert.